# مورس (جزیره)
مورس (دانمارکی: Mors) یک جزیره در دریاراه لیمفیورد در شبه‌جزیره یوتلاند در دانمارک است. این جزیره ناحیه‌ای حدود ۳۶۷٬۳ کیلومتر مربع دارد و در تاریخ ۱ ژانویه ۲۰۱۹، جمعیتی حدود ۲۰٬۳۷۳ تن داشت. مانند جزیره همسایه، فور، این دو برای ته‌نشست‌های خاک دیاتومه شناخته می‌شوند.